# Josep Lluís Salvadó i Tenesa
Josep Lluís Salvadó i Tenesa (la Ràpita, 27 de març de 1969) és un enginyer industrial i polític català, diputat al Parlament de Catalunya en la X i XI Legislatures. Fou Secretari d'Hisenda del Govern de Catalunya ha sigut Secretari General Adjunt d'Esquerra Republicana entre 2011 i 2019. És president del Port de Barcelona des del 29 de novembre de 2022.

## Biografia
És enginyer industrial per l'Escola Tècnica Superior d'Enginyers Industrials de Barcelona (UPC) ha desenvolupat càrrecs tècnics i directius a la indústria. Fou membre fundador del Bloc d'Estudiants Independentistes i militant de Catalunya Lliure de 1988 a 1991.
Ingressà a ERC l'any 1991 i n'ha estat president de la secció local a la Ràpita i Secretari de Política Municipal i Parlamentària de la Federació de l'Ebre (1997-2000). És President de la Federació de l'Ebre d'ERC i Membre de l'Executiva Nacional d'ERC des del 2000 i membre del Consell Nacional d'ERC des del 1997. També és membre d'Òmnium Cultural i de la Fundació Josep Irla.
Escollit regidor de la Ràpita a les eleccions municipals espanyoles de 1995, va ocupar l'alcaldia de 1996 a 1998 mercè un pacte entre PSC, ERC i ICV. Fou escollit regidor novament a les eleccions municipals espanyoles de 1999 i fou nomenat regidor de Promoció Econòmica (1995-2003) i president de la Societat Anònima Municipal de Promoció Urbanística (2002-2003). De 2000 a 2002 ha estat president de l'Àrea de Promoció Econòmica del Consell Comarcal del Montsià.
De 2004 a 2010 fou delegat territorial del Govern de la Generalitat de Catalunya a les Terres de l'Ebre, amb el curt impàs de J. Miquel Castelló (PSC). Va ser President del Consorci Memorial dels Espais de la Batalla de l'Ebre (COMEBE).
Fou elegit diputat per Tarragona a les eleccions al Parlament de Catalunya de 2012. Ha estat portaveu del grup parlamentari republicà a la Comissió d'Economia, Finances i Pressupost i membre de la Diputació Permanent del Parlament de Catalunya. Fou reescollit a les eleccions al Parlament de Catalunya de 2015 a la llista de Junts pel Sí.
Fou detingut el 20 de setembre de 2017 per la Guàrdia Civil en el marc de la Operació Anubis contra la celebració del Referèndum d'autodeterminació de Catalunya. Va ser posat en llibertat amb càrrecs el dia 22 a la Ciutat de la Justícia.
A les eleccions al Parlament de Catalunya de 2017 fou elegit diputat amb la llista d'Esquerra Republicana de Catalunya-Catalunya Sí.
El 9 de març 2018 Antena 3 va fer publica una conversa en la qual intervenia Lluís Salvadó, on feia diversos comentaris masclistes. El fet que va provocar una allau de crítiques i peticions de dimissions de totes les forces polítiques, excepte d'ERC i de Junts per Catalunya.
El 2019 fou substituït com a secretari general adjunt d'Esquerra per Marta Vilalta.
La tardor de 2022 va començar el judici oral sobre la causa del 2017, i al cap de pocs dies es va fer públic que seria el proper director del Port de Barcelona. Es preveu que abandoni l'escó com a diputat